# Буквенная нотация
Буквенная нотация — тип музыкальной нотации, в которой для обозначения высоты музыкального звука используются буквы алфавита (греческого, латинского, русского и др.), а также их графические модификации. Буквенная нотация — древнейшая разновидность нотации, сохраняющая своё значение до наших дней.

## Греческая нотация
Как теоретическая и дидактическая концепция, система буквенной нотации была осмыслена на излёте античности (то есть с большим опозданием по отношению к памятникам такой нотации, древнейшие из которых датируются III в. до н. э.), поскольку изучение нотации считалось недостойным музыканта-теоретика делом. Греческая буквенная нотация описана в учебниках Гауденция, Бакхия, Алипия, в трактатах о музыке Аристида Квинтилиана (III—IV вв.) и Боэция (ок. 500 г.).

## Латинская нотация

Коммунио «Passer invenit sibi domum» нотировано одновременно невмами (верхний ряд символов) и буквами латинского алфавита a..p (нижний ряд символов, на схеме выделен жёлтым цветом). Надпись DEUTEROS означает, что антифон приписывается третьему тону (с XII в. и поныне его относят к первому тону). Источник фрагмента: тонарий из дижонского аббатства св. Венигна, ныне в библиотеке университета Монпелье, Ms. H 159, fol.30; дата: конец X или начало XI в.

Дасийный звукоряд с его "расшифровкой" в буквенной латинской октавной нотации (ABCDEFG); ниже —
секвенция "Rex caeli Domine" из трактата Musica enchiriadis в дасийной и одновременно буквенной нотации. Источник фрагмента: флорентийский кодекс F.III.565, fol.69r; дата: около 1100 г.

Латинская буквенная неоктавная нотация (использовались буквы алфавита от A до P) впервые регистрируется в учебных трактатах эпохи Каролингского Возрождения, например, в анонимном трактате IX в. «Alia musica». Изредка она также встречается в нотных рукописях, например, в тонарии французского происхождения, начала XI века (кодекс Montpellier H159, см. иллюстрацию).
Изобретение латинской буквенной нотации средневековая наука приписывала Боэцию. В действительности Боэций придерживался греческой буквенной нотации, а разными латинскими буквами пользовался как метками для обозначения ступеней («струн») звукоряда. Наиболее последовательно Боэций использовал буквы-метки от A до LL — в семи главах, посвящённых делению монохорда (Mus. IV, 6-12; см. обобщающую схему в статье Полная система). Иным рядом латинских букв (ABCDEFGHKLMNXO) Боэций обозначал ступени Полной системы в главе о видах консонансов (Mus. IV, 14). Наконец, в Mus. IV, 17 для условного обозначения «гипермиксолидийского лада» Боэций использовал ряд букв-меток ABCDEFGHIKLMNOP (без точной привязки к Полной системе) — именно этот ряд взяла на вооружение средневековая теория музыки, интерпретировав его как «нотацию Боэция».
Концепция октавной латинской буквенной нотации (ABCDEFGabhcdefg, с двойной ступенью b/h) окончательно сложилась в первых десятилетиях XI в. Впервые она регистрируется в учебниках «Musicae artis disciplina», «Диалог о музыке» Псевдо-Одо и в «Микрологе» Гвидо Аретинского. Поскольку, с одной стороны, ни один из трёх названных трактатов с точностью не датируется, а с другой стороны, «стилистических» аргументов для установления факта заимствования одним теоретиком у другого недостаточно, медиевисты XX—XXI веков постоянно дискутируют вопрос о первенстве в изобретении октавной латинской нотации. В школьной традиции это изобретение приписывается Гвидо Аретинскому.
Нотацию Гвидо с энтузиазмом восприняли многие теоретики уже в XI веке (например, баварский аббат Вильгельм из Хирзау и санкт-галленский монах Иоанн Коттон). С небольшими локальными вариантами «Гвидонова» буквенная нотация используется вплоть до наших дней — для обозначения мажорно-минорных тональностей, для описания музыкальных высот в контекстах, где нет технической возможности записать музыку нотной графикой (например, в сетевых текстовых мессенджерах, на форумах и т. п.).

### Различия в буквенной нотации высотси,си-бемоль,до
В русской традиции (основанной, в свою очередь, на немецкой) буквенной нотации для ноты си используется латинская буква H, а для ноты си-бемоль — буква B. В англоязычной традиции (Великобритания, США, Ирландия, Канада) для си используется латинское B, а для си-бемоль — составное обозначение B-flat (буква H в этой традиции не используется вовсе).
Во французской традиции буквенной нотации используют слоговые названия высот, восходящие к сольмизации Гвидо Аретинского. Для до используется слог ut (например, ut dièse majeur — до-диез мажор), для си — слог si (например, si bémol mineur, си-бемоль минор). Аналогичная система реферирования тональностей используется в итальянской и испанской традициях, за исключением того, что вместо старинного слога ut используется слог do (например, итал. do diesis maggiore до-диез мажор).
|      | Немецкая система | Немецкая система | Немецкая система | Немецкая система | Немецкая система | Английская система | Английская система | Английская система | Английская система | Английская система |
| Нота | (Бекар)          | Диез             | Дубль-диез       | Бемоль           | Дубль-бемоль     | (Бекар)            | Диез               | Дубль-диез         | Бемоль             | Дубль-бемоль       |
| ---- | ---------------- | ---------------- | ---------------- | ---------------- | ---------------- | ------------------ | ------------------ | ------------------ | ------------------ | ------------------ |
| до   | c                | cis              | cisis            | ces              | ceses            | C                  | C-sharp            | C-double-sharp     | C-flat             | C-double-flat      |
| ре   | d                | dis              | disis            | des              | deses            | D                  | D-sharp            | D-double-sharp     | D-flat             | D-double-flat      |
| ми   | e                | eis              | eisis            | es               | eses             | E                  | E-sharp            | E-double-sharp     | E-flat             | E-double-flat      |
| фа   | f                | fis              | fisis            | fes              | feses            | F                  | F-sharp            | F-double-sharp     | F-flat             | F-double-flat      |
| соль | g                | gis              | gisis            | ges              | geses            | G                  | G-sharp            | G-double-sharp     | G-flat             | G-double-flat      |
| ля   | a                | ais              | aisis            | as               | asas             | A                  | A-sharp            | A-double-sharp     | A-flat             | A-double-flat      |
| си   | h                | his              | hisis            | b                | heses            | B                  | B-sharp            | B-double-sharp     | B-flat             | B-double-flat      |

### Сокращённые буквенные обозначения высот
Для сокращения буквенной записи «базовых» высот, повышенных или пониженных на полутон, принято использовать символы диеза (♯) и бемоля (♭), например, G♯ и G♭. При отсутствии в используемом шрифте символа бемоля используется строчная буква b, например Bb (си-бемоль в англоязычной традиции). 
При сокращённом обозначении тональностей в немецкоязычной традиции прописные латинские буквы указывают на мажорное, строчные — на минорное наклонение (G/g). В англоязычной традиции в обоих случаях (мажор либо минор) используют только прописные буквы, потому в ней необходимо прямое указание на лад (например, G major, G minor).